# Nybyggarland (TV-serie)
Nybyggarland är en svensk TV-serie från 1972 i regi av Lars G. Thelestam och Åke Lindman.

## Handling
Handlingen utspelar sig under andra halvan av 1800-talet bland nybyggare, bönder och samer i den lappländska fjällvärlden norr om Vilhelmina.

## Om serien
Serien spelades in i Vilhelmina med omgivningar, med många ortsbor i rollerna och som statister. Den sändes först i sex stycken 30-minutersavsnitt under våren 1972 och sedan i ytterligare åtta lika långa avsnitt under hösten 1974.

## Avsnitt

### Första säsongen
1. Stornäs
2. Björnen
3. Slåttermyren
4. Handelsresan
5. Rentjuven
6. Midsommar i Fatmomakke

### Andra säsongen
1. Brudkronan
2. Fattigauktionen
3. Kvacksalvaren
4. Trähjärtat
5. Steinan - den vita renen
6. Flottningen
7. Bolagsaffären
8. Sjösänkningen

## Roller
- Herman Grönlund – Mikael Edman, nybyggare
- Ira Grönlund – Malin, Mikaels dotter
- Gunnar Lundebring – Salomon Persson, fattighjon
- Thure Karlsson – Daniel Matsson, bonde på Staburnäs
- Linnéa Fjällstedt – Anna Matsson, hans fru
- Sonja Lindgren – Evelina Matsson, Daniels och Annas dotter
- Jone Bixo – Karl-Olof Matsson, Daniels och Annas son
- Karl Grönlund – Tur Michelsson, renägande same
- Sven Grönlund – Jon Olovsson, bonde på Fatsjöliden
- Örjan Roth-Lindberg – präst
- Bengt Andersson – Lindgren, skojare
- Peter Lindgren – Henriksson, kvacksalvare
- Henning Lundström – länsman
- Åke Lindman – Lusp-Lasse
- Evert Anundsson – Elias Larsson
- Sven-Erik Andersson – i björnen som anföll Mikael i avsnitt två